# Jan Ostrowski
Jan Ostrowski (* 14. April 1999) ist ein luxemburgischer Fußballspieler mit polnischen Wurzeln.

## Karriere

### Jugend
Über seinen Heimatverein FC Monnerich und den RFC Union Luxemburg wechselte er 2013 in den Jugendbereich des 1. FSV Mainz 05. Nach insgesamt dreieinhalb Jahren schloss er sich im Januar 2017 den A-Junioren von Eintracht Frankfurt an.

### Senioren
Nachdem im Sommer 2018 sein Vertrag in Frankfurt nicht verlängert worden war, wechselte er in die U21 des Grasshopper Club Zürich. Hier blieb er allerdings nur eine Spielzeit und schloss sich 2019 dem polnischen Verein Miedź Legnica in der zweiten Liga an. Nach seinen ersten beiden Saisonspielen zog er sich dort Anfang September einen Kreuzbandriss zu. Nach insgesamt nur fünf Spielen für den Verein wurde sein Vertrag am 25. August 2020 aufgelöst und Ostrowski war seitdem vereinslos. Anfang November gab dann der italienische Viertligist ASD Sona Calcio die Verpflichtung des Spielers bekannt. Ohne dort ein Spiel absolviert zu haben, wechselte er in der Winterpause weiter zum luxemburgischen Erstligisten RM Hamm Benfica. Doch schon zur Saison 2021/22 ging er weiter zum Ligarivalen Swift Hesperingen. Hier feierte Ostrowski 2023 zwar die nationale Meisterschaft, doch er verließ den Klub anschließend wieder. Am 28. August 2023 unterschrieb er dann einen Vertrag beim Fleetwood United FC in den Vereinigten Arabischen Emiraten. Der Verein aus Dschabal Ali spielt in der drittklassigen UAE Second Division League. Mit Fleetwood United stieg er in die zweitklassige UAE First Division League auf. Im September 2024 wechselte er zum Dubai City F.C., die ebenfalls in der UAE First Division League spielen.

### Nationalmannschaft
Bis 2015 bestritt er wegen seiner doppelten Staatsbürgerschaft Jugendländerspiele für Polen und Luxemburg. Ab 2016 war er nur noch im Nachwuchsbereich von Luxemburg aktiv. Am 4. Juni 2017 kam Ostrowski im Freundschaftsspiel gegen Albanien (2:1) zu seinem ersten A-Länderspiel für Luxemburg. Spiel Nummer zwei folgte am 31. August 2017 beim Heimspiel in der EM-Qualifikation gegen Belarus (1:0).

## Erfolge
- Luxemburgischer Meister: 2023